# Марцел Емпірик
Марцел Емпірик (IV—V століття) — визначний давньоримський медик — фармаколог часів імператора Феодосія I.

## Життєпис
Народився у Бурдігалі (сучасне Бордо) в провінції Аквітанія. Походив із аристократичної та заможної родини й отримав гарну освіту. Завдяки протекції іншого мешканця Авсонія, який також походив з Бурдігали й був вихователем імператора Граціана, Марцел Емпірик у 394 році став членом імператорського уряду. Після того, як Феодосій I став імператором усієї імперії Марцела Емпірика було призначено на посаду магістра офіція. Цю посаду він обіймав до захоплення південної Галлії вестготами. Після цього він виконував деякі доручення імператора Аркадія, зокрема з дипломатичним завданням у 415 році відвідував Палестину. Надалі ймовірно він вже служив вестготським королям й помер у м. Нарбонна. Його нащадки були досить впливовими у цьому місті у V ст.

## Медицина
Він був практикуючим лікарем, про що свідчить його прізвисько «Емпірик». Так у Римі називали лікарів, які у своїй діяльності використовували емпіричні методи, засновані на досвіді. За деякими відомостями Марцел був особистим лікарем імператора Феодосія I. Марцел використовував вже існуючі знання (зокрема праці Скрибонія Ларга, так звану медичні праці Плініїв), досвід народної медицини галлів, винаходи у фармакології. Марцел багато уваги приділяв лікуванню людей за допомогою цілющих рослин. У своїй діяльності він поєднував обов'язки лікаря з християнськими догмами. Усі знання та досвід Марцел Емпірик виклав у своєму творі «De medicamentis», який став своєрідної збіркою лікарських засобів. Тут також представлені види отрут та протиотрут, магічні обряди для подолання ворога. Його збірник був виданий в 1536 році в Базелі.

## Твори
- «De medicamentis empiricis, physicis et rationalibus liber». у 36 главах. Випущено у 406 році.
- Листи та послання синам. 78 гезаметрів.